# Pristimantis kichwarum
Pristimantis kichwarum är en groddjursart som beskrevs av Adolph Daniel Edward Elmer och David Cannatella 2008. Pristimantis kichwarum ingår i släktet Pristimantis och familjen Strabomantidae. IUCN kategoriserar arten globalt som livskraftig. Inga underarter finns listade i Catalogue of Life.